# NGC 3011
NGC 3011 est une petite galaxie lenticulaire située dans la constellation du Lion. NGC 3011 a été découverte par l'astronome américain Lewis Swift en 1886.

## Caractéristiques
NGC 3011 présente une large raie HI et c'est aussi une galaxie à sursaut de formation d'étoiles. De plus, NGC 3011 est une galaxie active de type Seyfert 2.

### Distance
Sa vitesse par rapport au fond diffus cosmologique est de 1 811 ± 19 km/s, ce qui correspond à une distance de Hubble de 26,7 ± 1,9 Mpc (∼87,1 millions d'al).
À ce jour, une mesure non basée sur le décalage vers le rouge (redshift) donne une distance d'environ 24,100 Mpc (∼78,6 millions d'al). Cette valeur est tout juste à l'extérieur des valeurs de la distance de Hubble. 

### Émission de radiation ultraviolette
NGC 3011 est une galaxie dont le noyau brille dans le domaine de l'ultraviolet. Elle est inscrite dans le catalogue de Markarian sous la cote Mrk 409 (MK 409).

## Un disque entourant le noyau
Grâce aux observations du télescope spatial Hubble, on a détecté un disque de formation d'étoiles autour du noyau de NGC 3011. La taille de son demi-grand axe est estimée à 620 pc (~2020 années-lumière).